# 竹沢哲夫
竹沢 哲夫（たけざわ てつお、1926年7月25日 - 2012年4月24日）は、日本の弁護士である。富山県生まれ。家業は薬局。
京都大学法学部卒。弁護士となる。松川事件弁護団、多摩川水害訴訟弁護団長。白鳥決定や刑事確定訴訟記録法の制定に尽力した。また、帝銀事件の平沢貞通とは長く交流があった。
2012年4月24日、心不全のため死去。